# Argostemma rupestre
Argostemma rupestre är en måreväxtart som beskrevs av Henry Nicholas Ridley. Argostemma rupestre ingår i släktet Argostemma och familjen måreväxter. Inga underarter finns listade i Catalogue of Life.